# Downers Grove
Downers Grove est une ville de l'Illinois, située en banlieue de Chicago dans le comté de DuPage aux États-Unis. Elle est le siège de Sara Lee Corporation.

## Histoire
Downers Grove est fondée en 1832 par Pierce Downer, un religieux évangéliste de New York. Les autres premiers colons étaient les familles Blodgett, Curtiss et Carpenter. Les migrants arrivaient du nord-est des États-Unis et du nord de l'Europe. La première école y est construite en 1844.
Pendant la Guerre de Sécession, onze soldats de Downers Grove servent dans l'armée de l'Union, l'abolitionnisme y est très présent. Quelques-unes des plus anciennes maisons de la ville étaient des relais du chemin de fer clandestin.
Le Chicago, Burlington and Quincy Railroad traverse la ville à partir 1862, ce qui augmente la population. Elle est incorporée en 1873.
En avril 1947, un accident de train y tue trois personnes. Le train s'est écrasé dans un mur de la station après avoir percuté un obstacle.

## Géographie
D'après le bureau du recensement des États-Unis, la superficie de la ville est de 37 km2, soit la cinquième plus grande du comté. Elle est entourée par deux forêts protégées (« Lyman Woods » et « Maple Grove Forest »).
Downers Grove a été désignée Tree City USA (en) depuis 22 ans par la National Arbor Day Foundation.

### Climat
Le climat est de type continental humide. Janvier est le mois le plus froid et juillet le plus chaud. Le maximum de précipitations tombe en août et le minimum en février.
Les records de températures sont de 41 °C en juillet 2005 et −32 °C en janvier 1985.

### Démographie
Au recensement de 2000, la population était de 48 724 habitants avec 18 979 ménages et 13 019 familles, ce qui donnait une densité de 1 320,2 hab./km2. La répartition ethnique était de 90,15 % d'Euro-Américains ; 1,92 % d'Afro-Américains ; 5,71 % d'Asio-Américains.
Le revenu moyen par habitant était de 42 022 dollars avec 3,2 % vivant sous le seuil de pauvreté.

## Transports
La construction de deux routes principales, l'Interstate 88 et l'Interstate 355 ont permis à la ville d'être mieux raccordée à l'aire métropolitaine de Chicago.
La ligne ferroviaire BNSF Railway Line (en) fait un arrêt dans la ville sur Belmont Road, Main Street et Fairview Avenue. La ville est desservie par le « Pace Bus Service », un système de transport public suburbain.
Des navettes de banlieue gèrent quatre itinéraires dans toute la communauté. Elles fonctionnent également pour le « Festival Rotary Grove » vers les parcs de stationnement situés au nord et au sud de la ville.

## Événements
Downers Grove accueille beaucoup de magasins, de restaurants et d'événements communautaires. On y trouve le théâtre Tivoli et plus de 140 événements culturels pendant l'année qui amènent de nombreux visiteurs.
Plus de 2 km2 sont aménagés en parc qui accueillent 450 activités de loisir tout au long de l'année. Un rassemblement informel de vieilles voitures a lieu tous les vendredis soir pendant l'été.
Les tournois sportifs organisés entre les écoles de la ville rassemblent un grand nombre de spectateurs.

## Représentation politique

### Au niveau local
Downers Grove possède un gouvernement à gérance municipale. Le conseil municipal est l'organe politique de décision qui autorise un gestionnaire professionnel à superviser les opérations quotidiennes du village.

### Au niveau national et de l'État
La ville se situe dans le 13e district représentatif de l'Illinois à la Chambre des représentants des États-Unis, dans le 21e district électif du Sénat et du 42e district électif de la Chambre des représentants de l'Illinois.

## Personnalités liées à la ville

### Nés dans la ville
- Luther Ely Smith (en), homme de loi.
- Sherrill Milnes, baryton.
- Bill Novey (en), technicien de cinéma.
- Muriel Anderson (en), guitariste.
- Cammi Granato, championne olympique de hockey sur glace.
- Matthew West (en), musicien.
- Dan LeFevour, joueur de football américain.
- Eric Lichaj, footballeur[6].
- Denise Richards, actrice.
- Janet Mondlane, femme politique américano-mozambicaine.
- Sandi Morris, athlète américaine.